# 拓跋部
拓跋部，古代又稱索頭部、索虜，中國古代鮮卑的部族之一，為中部鲜卑之一，以拓跋氏為中心氏族，因此又稱拓跋鮮卑，祖庭位于大兴安岭嘎仙洞。原居于额尔古纳河和大兴安岭北段，史称“统幽都之北，广漠之野，畜牧迁徙，射猎为业”。五胡十六国及北朝時，在華北建立代国及北魏等政權。

## 名稱
白鸟库吉及伯希和认为，在古代中亞稱中國人為桃花石，即是古突厥語中的 Tabgach (𐱃𐰉𐰍𐰲，Tabgač)。其字源來自於拓跋部。支持這個說法的，有現代學者森安孝夫等。拓（tab < 原始突厥语*topra）意为"尘土或泥土"；跋（-γač 由来自印欧语系的借词*-βat演变而成，对应梵语pati）意为"主人、君主或丈夫等，有「土地拥有者/主人」的含义，与《魏书·序纪》中“以土德王，北俗谓土为托，谓后为跋（上古时代称君主为后），故以为氏”的记载相符。

## 族源争议
- 黄帝后裔说：《魏书‧序纪》：“昔黄帝有子二十五人，或内列诸华，或外分荒服。昌意少子，受封北土，国有 大鲜卑山，因以为号”。学术界对此说或赞成[6][7][8]，或否定[9][10][11]。
- 东夷说：吕思勉认为鲜卑即古所谓析支[12]，李德山由此推出鲜卑即“訾邾”又同于“邾娄”，东胡为“邾娄”的转写，故拓跋氏源于东夷的“邾娄”[13][14]。王钟翰认为鲜卑源于山戎与东夷北支的白夷等[15]。
- 漢族後裔：《宋書》記載拓跋部為李陵後代[16]。
- 匈奴杂种说：《南齐书‧魏虏传》：“魏虏，匈奴种也，姓拓跋氏”。马长寿认为拓跋部落为匈奴与鲜卑的融合，即“鲜卑父胡母”的“匈鲜杂种”[17]。于长春等对拓跋与匈奴之间的亲缘关系作了遗传学分析，结果表明了两者之间有较近的遗传关系[18]。
- 东胡后裔之鲜卑说：张博泉认为拓跋鲜卑与东部鲜卑“是各自出自北狄大鲜卑与东北的戎狄，是属于两个不同的属源和族源的民族”[19]。乔梁也认为拓跋鲜卑在起源之初，同退保鲜卑山的鲜卑可能并无联系，早期拓跋鲜卑的遗存与外贝加尔地区布尔霍图伊文化的主体有密切关系[20]。张金龙认为拓跋鲜卑为东胡后裔，后徒居匈奴故地，在血统上有丁零和匈奴的因子[21]。

## 歷史

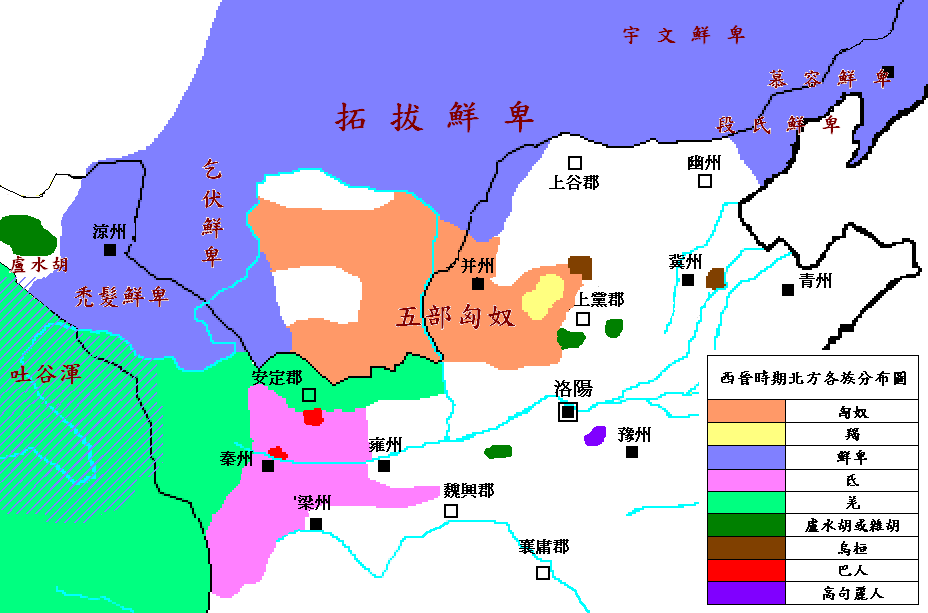
西晉時拓跋部分布圖。

拓跋氏為東胡鮮卑的後裔，原為匈奴部落集團中的一員。在拓跋毛時，拓跋氏與三十六部結盟，統率了其餘九十大姓，拓跋氏成為族長，形成拓跋部，中國歷史文獻稱為索頭部。拓跋鄰時，將部族分為八部，由其兄弟分別統領。
東漢末年，檀石槐組織鮮卑部落聯盟時，拓跋部曾參與其中，陳寅恪認為可能是在拓跋鄰時代。177年，遭到西晋騎兵攻擊，檀石槐擊敗這支軍隊，但之後部落聲勢也不振，陷入紛爭。
拓跋詰汾之後，分支出秃髮氏一支，其子禿髮匹孤移至河西，形成河西鮮卑。258年，另一子拓跋力微南遷至盛樂（今中國內蒙古和林格爾北），在內蒙古召集部落代表，形成強大地方勢力。隴西鮮卑的始祖乞伏氏，陳寅恪認為與拓跋部關係緊密，可能也是源出拓跋部的分支。党項中有拓跋部的分支，為其王族。在唐朝時建立的西夏，其皇族可能也出身拓跋氏，至李元昊時，仍自稱為北魏皇族後裔。根據《舊唐書》記載，吐蕃皇族源自秃髮氏，吐蕃的名稱也是來自於此。
從東漢末年開始，拓跋部就是個半自治的地方政治，多半依附於中國，擔任傭兵。270年，禿髮樹機能起兵，意圖獨立建國，但遭晉軍擊敗。
310年，拓跋猗盧受封代公建立代國。376年，拓跋什翼犍時，因內亂，遭前秦攻擊，代國滅亡。386年，拓跋珪得到賀蘭部等的支持，重建代國，成為北魏的前身。
397年，禿髮烏孤建立南涼。
402年，原屬拓跋部之下的柔然部落，取得高車。首領社崘，自稱豆伐丘可汗，成為獨立國家。北魏與柔然間發生一連串戰爭。
414年，南涼遭乞伏熾磐擊敗，臣服於鮮卑族的西秦。
493年，北魏孝文帝開始漢化政策。
552年，柔然遭突厥擊敗，滅國。
550年，高洋建立北齊。557年，宇文泰建立北周。581年，楊堅以外戚身份取得北周政權，建立隋朝。618年，李淵建立唐朝。日本学者杉山正明认为雖然這系列國家皆不是以拓跋氏為皇族，但統治集團或与拓跋氏有通婚关系，或受拓跋氏制度影响，因此也应視為是拓跋國家的延續。劉盼遂與王桐齡考據認為李淵家族應為拓跋氏後裔。劉盼遂之後雖取消了自己的观点，但其學說仍引發學界討論。

## 語言
在北魏時，拓跋部使用的鮮卑語稱為國語，通行於中國北方。
現代語言學家認為，拓跋鮮卑語，可能屬於蒙古語族，與現代蒙古語同源於古代蒙古語。

## 氏族
在拓跋鄰時代，以十族為血親，為宗室十姓。十族間不通婚，與其他氏族互為姻親。此外，又有其他外圍氏族。在魏孝文帝時代，這些氏族都被改換成漢姓。陳寅恪認為，十族中的乙旃氏與紇骨氏出自高車，十族的形成，除了血統外，也與其社會地位與政治結盟等因素有關。

### 內姓
- 拓跋氏，皇室，魏孝文帝時代改為漢姓元氏
- 紇骨氏，拓跋邻大哥的后裔，後改為胡氏
- 普氏，拓跋邻二哥的后裔，後改為周氏
- 拔拔氏，拓跋邻三哥的后裔，後改為長孫氏
- 達奚氏，拓跋邻大弟的后裔，後改為奚氏
- 伊婁氏，拓跋邻二弟的后裔，後改為尹氏
- 丘敦氏，拓跋邻三弟的后裔，後改為丘氏
- 俟亥氏，拓跋邻四弟的后裔，後改為亥氏[36]
- 乙旃氏，拓跋邻叔父的后裔，後改為叔孫氏
- 車焜氏，同族的疏远亲属，後改為車氏

### 姻族
- 没鹿回部的竇氏
- 慕容部的慕容氏
- 賀蘭部的賀氏
- 獨孤部的劉氏

## 延伸閱讀
- 松下憲一：〈「解散部落」研究史 （页面存档备份，存于）〉。